# Stratencircuit Baltimore
Het stratencircuit van Baltimore is een stratencircuit gelegen in Baltimore in de Amerikaanse staat Maryland. Het heeft een lengte van 3,4 km en is gelegen in Inner Harbor, aan de zeehaven van de stad. Vanaf 2011 wordt er op het circuit jaarlijks een race gehouden uit de IndyCar Series onder de naam Baltimore Grand Prix. De eerste race werd gereden op Labor Day, 4 september 2011 en werd gewonnen door Will Power. Naast de IndyCar-race wordt er ook een race gehouden worden uit de American Le Mans Series.

## Winnaars
Winnaars op het circuit voor een race uit de IndyCar Series.
| Jaar | Rijder           | Team               |
| ---- | ---------------- | ------------------ |
| 2011 | Will Power       | Penske Racing      |
| 2012 | Ryan Hunter-Reay | Andretti Autosport |
| 2013 | Will Power       | Penske Racing      |